# كفر سلامة بشارة
قرية كفر سلامة بشارة هي إحدى القرى التابعة لمركز منيا القمح في محافظة الشرقية في جمهورية مصر العربية. حسب إحصاءات سنة 2006، بلغ إجمالي السكان في كفر سلامة بشارة 521 نسمة، منهم 252 رجل و269 امرأة.